# Kamphaeng Kaeo
Die Kamphaeng Kaeo (thailändisch กำแพงแก้ว, „Juwelenmauer“) ist eine spezielle Mauer in einem Wat, einer buddhistischen Tempelanlage in Thailand.

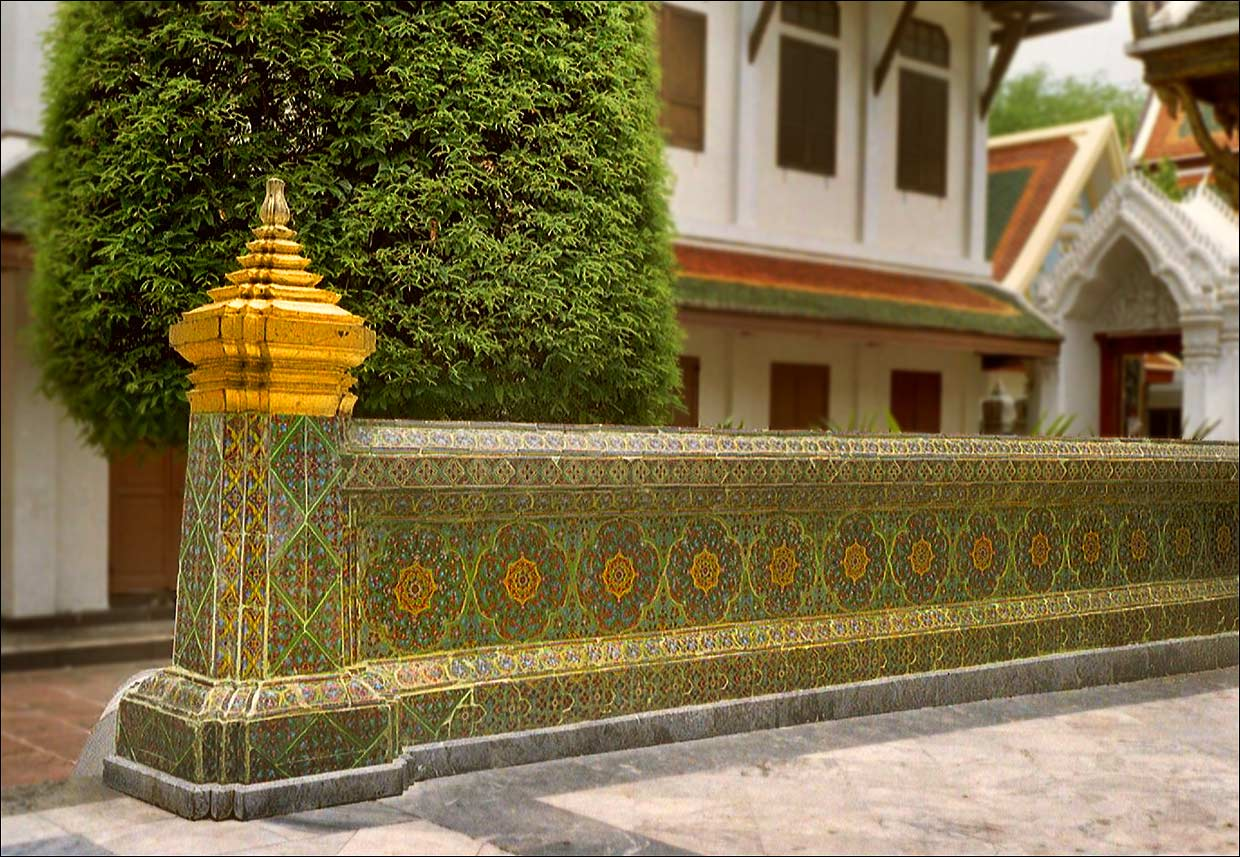
Gekachelte Kamphaeng Kaeo im Wat Rajbopit, Bangkok

Ähnlich dem Phra Rabieng hat die Kamphaeng Kaeo den Zweck, die heiligen Gebäude von der Welt „draußen“ abzuschirmen. Allerdings erfüllt sie diesen Zweck oft nicht perfekt, da man drüberschauen kann. Manchmal ist sie gar „nur“ ein Gitter wie im Wat Arun oder im Wat Benchamabophit („Tempel der fünf Könige“, besser bekannt als „Marmortempel“), beide in Bangkok. In einigen Tempeln gibt es zusätzlich zu der äußeren Mauer eine „innere“ Kamphaeng Kaeo: meistens wird ein besonderes Gebäude von einer niedrigeren Mauer umgeben, wie z. B. im Wat Phra Kaeo, dem „Tempel des Smaragd-Buddha“ in Bangkok. Hier wird die heilige Kapelle des „Smaragd-Buddha“ von einer gekachelten Kamphaeng Kaeo eingefasst.
Die Länge der Seiten stehen immer in einem geraden Verhältnis zueinander, 1:1, 1:2, 1:3 oder auch 2:3 wie im Wat Saket in Bangkok. Die Kamphaeng Kaeo ist immer eine Wand mit ausgeprägtem Profil. Die Ecken werden immer von besonderen Säulen begrenzt, die ebenfalls reich profiliert sind. Die abgerundeten Ecken der Kamphaeng Kaeo des Wat Suthat an der großen Schaukel wurden erst in letzter Zeit gebaut, um dem Straßenverkehr mehr Platz zu gewähren.